# Церковь ду Карму (Порту)
Церковь ду Карму (порт. Igreja do Carmo) — католическая церковь в городе Порту, Португалия, расположенная в районе Витория, неподалёку от церкви Клеригуш. Построена в стиле барокко/рококо во второй половине XVIII века, между 1756 и 1768 годами, Орденом кармелитов. 
На фасаде рельефно изображена Святая Анна, которой Орден кармелитов проявлял большую преданность, поскольку, согласно хроникам, она явилась группе кармелитов в ранние времена. В двух нишах по бокам входной двери размещены изображения пророков Илии и Елисея, двух наиболее представительных образцов Ордена. В верхней части фасада расположены скульптуры фигур четырёх евангелистов, демонстрирующие влияние стиля «итальянского барокко».
В 1912 году боковой фасад был покрыт величественной плиточной панелью, изображающей сцены, относящиеся к основанию ордена. 
Церковь ду Карму была построена на земле, прилегающей к построенной столетием ранее церкви душ Кармелиташ. Поскольку в то время строительство двух церквей вместе не было разрешено, между ними было сделано жилое помещение Casa Escondida do Porto (с порт. — «Скрытый дом») шириной немногим более полутора метров. Оно служило резиденцией некоторым капелланам, а в некоторых случаях в нём также размещались художники, работавшие над украшением церкви, и врачи, работавшие в больнице, принадлежащей ордену.
3 мая 2013 года обе церкви ду Карму и душ Кармелиташ получили статус национального памятника Португалии.

## Галерея

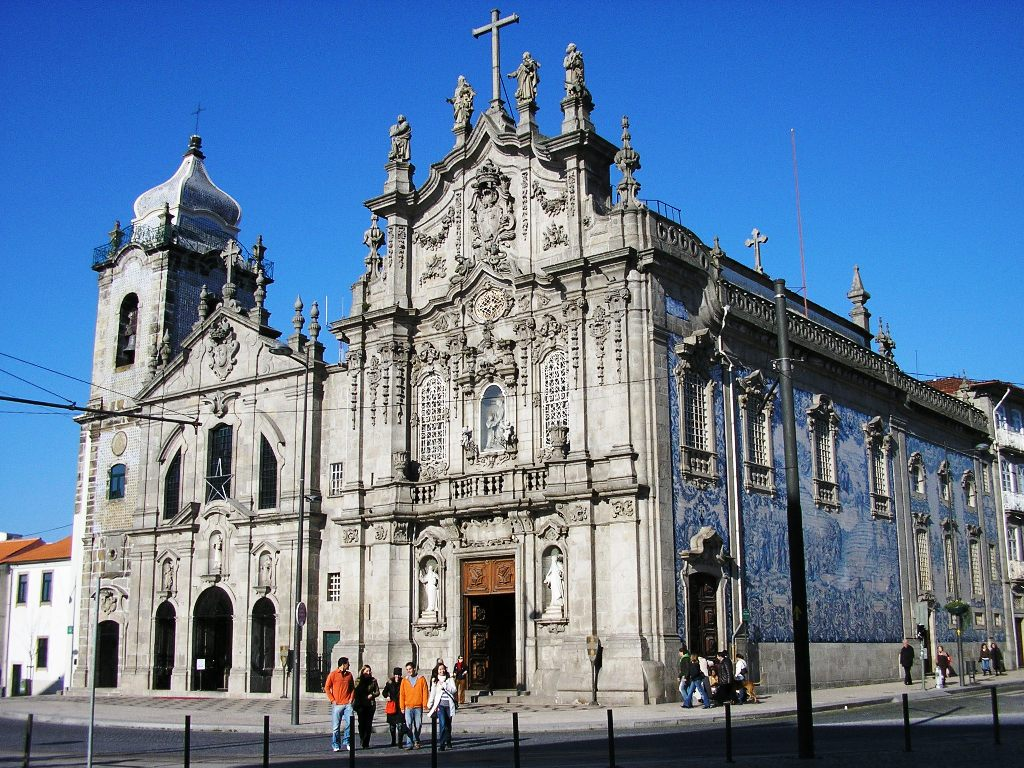
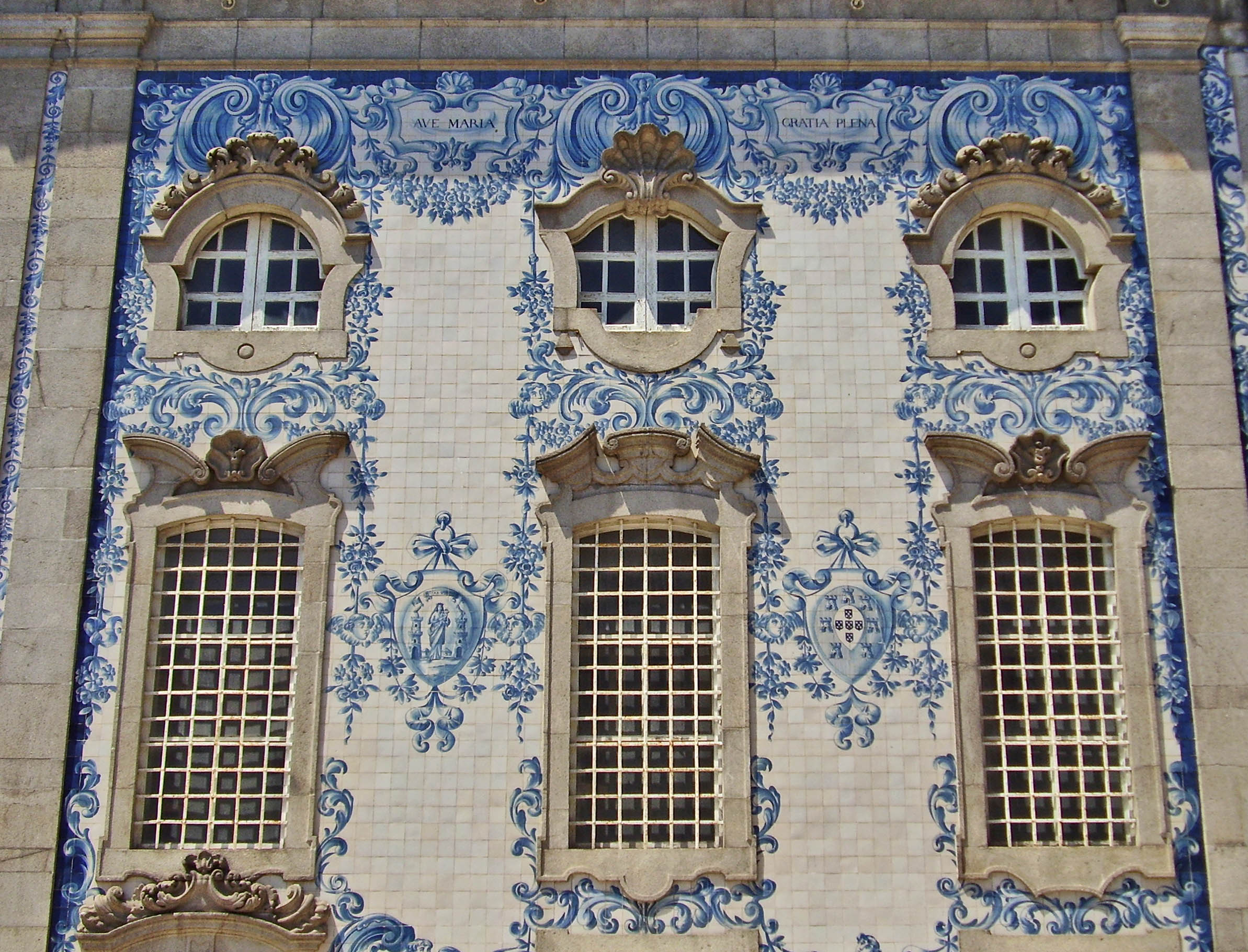